# Crótalo

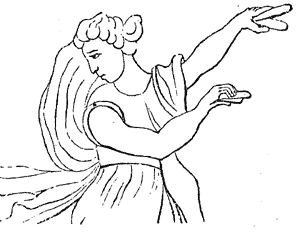
Ilustração de uma mulher tocando o crótalo.

Crótalo é um tipo de címbalo feito de madeira ou bronze e de origem siciliana que foi utilizado na Grécia Antiga e Roma Antiga. Foi descrito como pedaço de junco ou cana com uma fenda da parte superior até aproximadamente a metade que se batiam quando chacoalhadas com a mão produzindo um som parecido com o que a cegonha faz com o bico. Foi descrita na enciclopédia suda e por Ovídio. A palavra crótalo também era usada como uma metáfora para designar uma pessoa barulhenta. 